# Ostasien
Ostasien bezieht sich auf die Länder im östlichen Teil Asiens.
| Ostasien                   | Ostasien        |
| -------------------------- | --------------- |
| Ostasien                   |                 |
| Chinesische Bezeichnung    |                 |
| Langzeichen                | 東亞細亞        |
| Kurzzeichen                | 东亚细亚        |
| Pinyin                     | Dōngyàxìyà 1    |
| Pinyin                     | Dōngyǎxìyǎ 2    |
| Jyutping                   | dung1aa3sai1aa3 |
| Alternative Bezeichnung    |                 |
| Langzeichen                | 東亞            |
| Kurzzeichen                | 东亚            |
| Pinyin                     | Dōngyà 1        |
| Pinyin                     | Dōngyǎ 2        |
| Jyutping                   | dung1aa3        |
| Japanische Bezeichnung     |                 |
| Kanji                      | 東亜細亜 a      |
| Kanji + Katakana           | 東アジア b      |
| Kana                       | ひがし･アジア   |
| Hiragana                   | ひがし･あじあ   |
| Hepburn                    | Higashi Ajia    |
| Alternative Bezeichnung    |                 |
| Kanji                      | 東亜            |
| Hiragana                   | とうあ          |
| Hepburn                    | Tōa             |
| Koreanische Bezeichnung    |                 |
| Hangeul                    | 동아시아        |
| Hanja                      | 東아시아        |
| RR                         | Dong Asia       |
| Alternative Bezeichnung    |                 |
| Hangeul                    | 동아            |
| Hanja                      | 東亞            |
| RR                         | Dong A          |
| Vietnamesische Bezeichnung |                 |
| Quốc Ngữ                   | Đông Á          |
| Hán tự                     | 東亞            |
| Alternative Bezeichnung    |                 |
| Quốc Ngữ                   | Á Đông          |
| Hán tự                     | 亞東            |

## Überblick
Es liegt an der Ostküste des eurasischen Kontinents am Rande des Pazifischen Ozeans und nimmt eine Fläche von etwa 11,76 Millionen Quadratkilometern ein.

Es umfasst im Allgemeinen China (Volksrepublik China und Republik China (Taiwan)), Japan, Korea (Republik Korea und Demokratische Volksrepublik Korea) und die Mongolei. Es enthält manchmal Nordvietnam aufgrund ihrer historischen und kulturellen Verbindungen zu China.

## Kategorisierung
Der Begriff Ostasien entstammt hauptsächlich der westlichen Weltansicht, als Teil der Abgrenzung Asiens von Europa. Das Wort Asien wurde dem Indogermanischen entliehen und stammt ultimativ vom altgriechischen Ἀσία Asía.
Das von Carl Ritter entwickelte „große Modell“ unterscheidet zwischen Nordostasien unter Einschluss der Mongolei und des pazifischen Küstengebiets Russlands östlich des Amur sowie Südostasien. Das „kleine Modell“ wird von der chinesischen Kultur (v. a. chinesische Schriftzeichen, Daoismus, Konfuzianismus, der Mahayana-Buddhismus, Essstäbchen) geprägt.
Die zahlenmäßig größten Völker Ostasiens sind Han-Chinesen (vgl. Völker Chinas), Japaner (inkl. Ainu, Ryūkyū), Koreaner und Vietnamesen.
Anmerkung

### Nordostasien
Nordostasien umfasst den japanischen Archipel, die Koreanische Halbinsel, das Mongolische Plateau, die Nordostchinesische Ebene und die gebirgigen Regionen des russischen Fernen Ostens, die sich vom Fluss Lena im Westen bis zum Pazifischen Ozean im Osten erstrecken.

## In der Politik
Am Ostasiengipfel („East Asia Summit“, EAS) sind neben den ostasiatischen auch die südostasiatischen Staaten sowie Indien, Australien und die USA beteiligt.
Die Ostasiatische Gemeinschaft (englisch: East Asian Community; EAC) ist ein geplanter Handelsblock, der die ASEAN-Freihandelszone oder den Ostasiengipfel (East Asia Summit, EAS) mit einschließt.
Hans-Peter Bartels lenkt den Blick auf acht große Konflikte in Ostasien, die den Weltfrieden bedrohen.

## Kriminalitätsrückgang

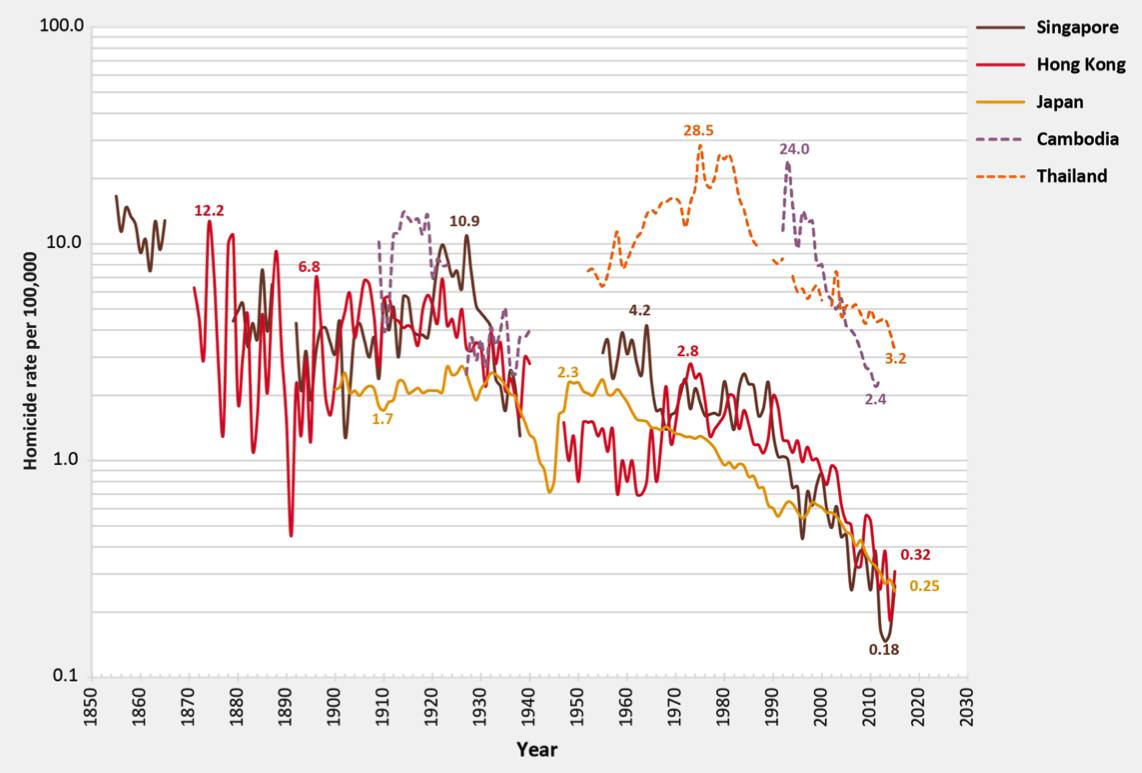
Langzeitiger Rückgang von Morden in Ostasiatischen Ländern

In vielen ostasiatischen Ländern gab, insbesondere seit den 1960er Jahren, einen relativ gleichmäßig und parallel verlaufenden Kriminalitätsrückgang. Das Kriminalitätsniveau ist dort inzwischen wesentlich niedriger als in der westlichen Welt. Das Büro der Vereinten Nationen für Drogen- und Verbrechensbekämpfung erklärt den Rückgang mit dem spezifisch ostasiatischen Entwicklungsmodell, das auf Gewissenhaftigkeit und Selbstdisziplin setzt, verbunden mit der Förderung von Allgemeinbildung, einem hohen Grad regulatorische Eingriffe des Staates in Investitionen und ökonomischer Entwicklung, sowie einer effektiven öffentlichen Verwaltung.

## Im Sport
An den Ostasienspielen nehmen derzeit folgende Staaten und Territorien teil:
- Volksrepublik China
- Guam
- Hongkong
- Japan
- Macau
- Mongolei
- Nordkorea
- Südkorea
- Chinesisch Taipeh –  Republik China (Taiwan)

## Russische Statthalterschaft
Ostasien wurde auch eine russische Statthalterschaft genannt, die zwischen 1903 und 1905 bestand und russisch Dalni Wostok, d. h. Ferner Osten, hieß. Sie bestand aus dem Generalgouvernement Amur, dem Pachtgebiet Kwantung und der restlichen Mandschurei.